# Paramesochra similis
Paramesochra similis är en kräftdjursart som beskrevs av Kunz 1937. Paramesochra similis ingår i släktet Paramesochra och familjen Paramesochridae. Arten har ej påträffats i Sverige. Inga underarter finns listade i Catalogue of Life.